# Hymnen an die Nacht
Hymnen an die Nacht ist der Titel eines Gedichtzyklus von Novalis (Friedrich von Hardenberg). Der Zyklus wurde zuerst 1800 in der letzten Ausgabe der Zeitschrift Athenäum veröffentlicht.
Der Zyklus ist das einzige größere Werk, das zu Novalis’ Lebzeiten veröffentlicht und auch von ihm fertiggestellt wurde. Sie werden zusammen mit seinen Geistlichen Liedern als Höhepunkt seiner Lyrik angesehen und können als die bedeutendste Dichtung der Frühromantik bezeichnet werden.

## Entstehung und Einflüsse

### Fassungen
Von den Hymnen existieren zwei verschiedene Fassungen. Die erste – eine handschriftliche Fassung – wurde gegen Ende des Jahres 1799 bzw. zu Beginn des Jahres 1800 geschrieben. Diese Fassung ist in Versen abgefasst. Die Druckfassung – die zweite Fassung –, für die Novalis eigentlich den verkürzten Titel „Die Nacht“ vorsah, entstand nur wenig später, im Zeitraum Ende Januar bis Anfang Februar 1800. Sie ist größtenteils in rhythmisierter Prosa geschrieben, enthält jedoch auch Verspassagen. Diese Prosafassung wurde von Novalis selbst als Druckfassung ausgewählt und kann daher als die endgültige, näher an seinen Absichten liegende Gestaltung gesehen werden. Aus diesem Grund wird in der Forschung auch meist die Athenäumsfassung herangezogen. Es existieren keine Vorstufen zur handschriftlichen Fassung der Hymnen. Trotzdem gibt es Ansätze in der Forschung, die Entstehung des Textes bereits im Jahre 1797 anzusetzen (siehe hierzu 2.3).
Im Gegensatz zur Versfassung zielt die Prosafassung weniger auf das Subjektive und Private ab. Sprecher des Textes ist zwar nicht Novalis, sondern ein lyrisches Ich, aber dennoch beinhalten die Hymnen viele autobiographische Elemente oder begünstigen zumindest eine solche Lesart. Sie können gewissermaßen als Ausdruck der Ereignisse und Entwicklungen im Leben Hardenbergs zwischen 1797 und 1800 gesehen werden. Hierunter fallen unter anderem der Tod Sophie von Kühns, die Verlobung mit Julie von Charpentier, die Studienzeit an der Freiberger Bergakademie, gedankliche Auseinandersetzungen mit den Zusammenhängen zwischen Geist und Natur und vielfältige Überlegungen über die Natur.